# Marc Surer
Marc Surer és un pilot de Fórmula 1 nascut el 18 de setembre de 1951 a Suïssa.
Ha participat a 87 Grans Premis, debutant el 9 de setembre de 1979 al Gran Premi d'Itàlia, i l'últim G.P. que ha corregut és el Gran Premi de Bèlgica del 1986. Ha corregut per Arrows, ATS, Ensign i Brabham sumant un total de 17 punts al campionat del món de pilots de Fórmula 1.
Va tenir el suport de BMW gairebé durant tota la seva carrera. El 1978 va fer segon a la Fórmula 2 i el 1979 va guanyar les carreres amb un March-BMW.
Als seus primers anys a la Fórmula 1 va tenir força problemes per obtenir resultats, ell es va trencar les cames en unes proves per ATS a Kyalami el 1980 i hi va tornar l'any següent provant per Ensign. Surer finalment es va restablir i va córrer per Arrows, però les seves connexions amb BMW el van col·locar a Brabham, tornant a Arrows quan aquest va ser comprat per BMW.
Surer també corria ral·lis, però en un dissortat accident amb un Ford RS200 va tornar a resultar ferit i el seu copilot mort. BMW l'ha mantingut com a director de les seves activitats esportives i a més és un conegut comentarista i presentador de TV.

## Palmarès
- Grans Premis : 87
- Millor classificació en un G.P.: 4t (Brasil' 81 i Itàlia' 85)
- Millor classificació al campionat del món de pilots: 13è (1985)
- Punts aconseguits al campionat del món: 17